# Smrt (poosebitev)
Smrt (pogovorno tudi Matilda) je v različnih kulturah večkrat prikazana kot poosebljena sila, najpogosteje kot okostnjak.

## Slovenija
V slovenščini se poosebljena smrt imenuje Matilda. Poimenovanje je prevzeto iz kočevarske nemščine, kjer se je Smrt imenovala žangaišmattl ("Matija s koso"), saj je bila smrtnost največja v času proti koncu zime, ko goduje sv. Matija (24. februar). V nemščini je samostalnik "smrt" (Tod) moškega spola, v slovenščini pa ženskega, zato je bilo ob prevzemu v slovenščino ime Mattl na podlagi podobnosti zamenjano z ženskim osebnim imenom Matilda.

## Anglofonski svet
Prikazen smrti v obliki okostnjaka s koso se v angleščini imenuje Grim reaper ("Mrki žanjec").